# Морфассо
Морфассо (итал. Morfasso) —  коммуна в Италии, располагается в регионе Эмилия-Романья, в провинции Пьяченца.
Население составляет 1214 человека (2008 г.), плотность населения составляет 15 чел./км². Занимает площадь 83 км². Почтовый индекс — 29020. Телефонный код — 0523.
В коммуне 15 августа особо празднуется Успение Пресвятой Богородицы.

## Демография
Динамика населения:

## Администрация коммуны
- Официальный сайт: http://www.comune.morfasso.pc.it/